# Správní obvod obce s rozšířenou působností Varnsdorf
Správní obvod obce s rozšířenou působností Varnsdorf je od 1. ledna 2003 jedním ze tří správních obvodů rozšířené působnosti obcí v okrese Děčín v Ústeckém kraji. Čítá 6 obcí.
Město Varnsdorf je zároveň obcí s pověřeným obecním úřadem, přičemž oba správní obvody jsou územně totožné.

## Seznam obcí
Poznámka: Města jsou vyznačena tučně.
- Dolní Podluží
- Horní Podluží
- Chřibská
- Jiřetín pod Jedlovou
- Rybniště
- Varnsdorf

## Obyvatelstvo
| Rok  | Obyv.  | ± %    |
| ---- | ------ | ------ |
| 1869 | 31 792 | —      |
| 1880 | 34 192 | +7,5 % |
| 1890 | 36 982 | +8,2 % |
| 1900 | 39 535 | +6,9 % |
| 1910 | 41 708 | +5,5 % |

| Rok  | Obyv.  | ± %     |
| ---- | ------ | ------- |
| 1921 | 36 446 | −12,6 % |
| 1930 | 40 507 | +11,1 % |
| 1950 | 22 692 | −44 %   |
| 1961 | 20 543 | −9,5 %  |
| 1970 | 20 577 | +0,2 %  |

| Rok  | Obyv.  | ± %    |
| ---- | ------ | ------ |
| 1980 | 21 928 | +6,6 % |
| 1991 | 20 890 | −4,7 % |
| 2001 | 20 707 | −0,9 % |
| 2011 | 19 821 | −4,3 % |
| 2021 | 19 077 | −3,8 % |